# Novosti Sistematiki Vysshikh Rastenii
Novosti Sistematiki Vysshikh Rastenii (abreviado Novosti Sist. Vyssh. Rast.) es una revista con ilustraciones y descripciones botánicas, que es editada en la URSS desde el año 1964.